# Кшеславиці (Мазовецьке воєводство)
Кшеславиці (пол. Krzesławice) — село в Польщі, у гміні Русинув Пшисуського повіту Мазовецького воєводства.
Населення — 363 особи (2011).
У 1975-1998 роках село належало до Радомського воєводства.

## Демографія
Демографічна структура станом на 31 березня 2011 року:
|          | Загалом | Допрацездатний вік | Працездатний вік | Постпрацездатний вік |
| -------- | ------- | ------------------ | ---------------- | -------------------- |
| Чоловіки | 180     | 35                 | 123              | 22                   |
| Жінки    | 183     | 40                 | 102              | 41                   |
| Разом    | 363     | 75                 | 225              | 63                   |